# Station Lygten
Station Lygten was een station in Kopenhagen, Denemarken.
Het station is geopend op 20 april 1906 en was het begin van de lijn naar Slangerup. Na het aanleggen van de verbindingsboog tussen station Emdrup en station Ryparken en het opnemen van de lijn in het S-tog netwerk werd het station gesloten.